# Port de Hamina
Le port de Hamina (finnois : Haminan Satama) est une des composantes du port de Hamina-Kotka situé à Hamina en Finlande. 

## Présentation
Le port de Hamina est situé au Sud-ouest du centre ville de Hamina, dans la zone comprise entre les baies de Haminanlahti et de Hillonlahti.
Le port est desservi par la voie ferrée de Hamina (fi) et par la route du port d'Hamina. 
La voie d'eau du port a une profondeur de 12 mètres
Le port de Hamina est port important de transit de marchandises à destination de la Russie. 
Le port est spécialisé dans le stockage de substances liquides et il possède aussi d'un grand terminal de conteneurs. 
Le port dispose de 3 km de quais.